# Mary MacKillop
Mary MacKillop RSJ (Victòria, 15 gener 1842 – Sydney, 8 agost 1909) va ser una religiosa catòlica, reformadora social i educadora de joves pobres i la primera santa australiana de l'Església catòlica. Va fundar les Germanes de Sant Josep del Sagrat Cor amb el sacerdot Julian Tenison Woods. També coneguda amb el nom de Maria de la Creu, va ser proclamada santa per l'Església Catòlica el 17 d'octubre de 2010.

## Biografia
Els seus pares, Alexander McKillop i Flora McDonald, eren emigrants d'Escòcia i es van casar després d'arribar a Melbourne. Mary era la més gran de nou germans. Com que la família era pobra, des dels 14 anys li va tocar trobar la manera de fer arribar diners a casa. Educada a les escoles privades, el 1860 es traslladà a Penola on fou professora dels seus cosins i convidava infants pobres del poble a les seves classes. Més tard esdevingué mestra de l'Escola Catòlica Denominacional de Portland i propietària d'un petit internat per a noies. Amb el guiatge espiritual del sacerdot Patrick Geoghegan, vivia profundament la fe i anhelava una forma de vida religiosa amb un fort component penitencial.
Decidí anar a Europa amb el guiatge del sacerdot Julian Tenison-Woods, que volia fundar una societat religiosa que portaria per nom Germanes de Sant Josep del Sagrat Cor, que havien de viure en la pobresa i dedicar-se a educar nens pobres. La fundació va ser el 19 de març de 1866 amb l'obertura d'una escola en un edifici en desús del poble de Penola, el vist-i-plau del bisbe Laurence Sheil. La fundació va créixer ràpidament, però de seguida tingué problemes. Tenison-Woods va tenir un conflicte per la direcció d'algunes escoles amb altres sacerdots, i com que Mary es va posar al seu favor, va ser excomunicada per insubordinada el 22 de setembre de 1871, a causa d'un malentès, i la societat religiosa que havien fundat gairebé desaparegué. L'excomunió seria aixecada el 21 de febrer de 1872 per ordre del mateix bisbe, que s'adonà del seu error pocs dies abans de morir.
La societat religiosa fou aprovada el 1873 pel Papa de Roma, però la Regla que fou aprovada finalment no era la que havia proposat Tenison-Woods, motiu pel qual a partir d'aquest moment la relació entre ambdós va empitjorar perquè Tenison-Woods l'acusava de no haver insistit prou. Mary va viatjar a Roma, on observà escoles i estudià models educatius, fins que tornà el 4 de gener del 1875. Dos mesos després va ser escollida superiora general de la comunitat i va començar a establir escoles, convents i institucions benèfiques, però als bisbes no els agradava que fos ella la que manés, ho volien dirigir ells. Tant fou així que el 1883 el bisbe Christopher Reynolds la va expulsar de la diòcesi i van traslladar la seu a Sydney. El 1885 se li retirà el càrrec de superiora general, que se li va retornar el 1899. L'11 de maig de 1901 va patir un accident que li afectà el cervell i mai va tornar a ser la mateixa fins que morí, vuit anys després.

## Canonització
Va morir amb fama de santedat però el procés de canonització no va començar fins al 1972 i de manera formal fins l'1 de febrer de 1973. Va ser beatificada el 19 de gener de 1995 a Randwick Sydney, per Joan Pau II i canonitzada per Benet XVI a la plaça de Sant Pere del Vaticà el 17 d'octubre de 2010.
El 2013 va ser nomenada segona patrona d'Austràlia al costat de la Mare de Déu sota l'advocació de Maria Auxili dels cristians, que ho és des del 1844.